# Monobelus majusculus
Monobelus majusculus är en insektsart som beskrevs av Ramos 1979. Monobelus majusculus ingår i släktet Monobelus och familjen hornstritar. Inga underarter finns listade i Catalogue of Life.